# Nane
Nane (Armeens: Նանե Nanė) was een Armeense moedergodin, evenals de godin van oorlog en wijsheid.
Nane werd afgebeeld als een jonge mooie vrouw in de kleding van een krijger, met speer en schild in de hand, zoals de Griekse Athena, met wie men haar identificeerde in de Helleense periode.
Ze wordt ook wel Hanea, Hanea, Babylonische Nana, Sumerische Nanai genoemd.

## Cultus
Haar cultus was nauw verbonden met de cultus van de godin Anahit.
De tempel van de godin Nane stond in de stad Thil tegenover de Lycusrivier. Haar tempel werd verwoest tijdens de kerstening van Armenië: 
'Toen staken ze de Lycus-rivier over en verwoestten de tempel van Nane, de dochter van Aramazd, in de stad Thil.'
'Gregory vroeg de koning toen toestemming om de heidense heiligdommen en tempels omver te werpen en te vernietigen. Trdat vaardigde gemakkelijk een edict uit waarin hij Gregory deze taak toevertrouwde, en zelf vertrok hij de stad uit om heiligdommen langs de snelwegen te vernietigen."

Volgens sommige auteurs was Nane geadopteerd van de Akkadische godin Nanaya, van de Frygische godin Cybele, of was ze van Elamitische oorsprong.

## Tradities en symbolen
Omdat de bekering tot het christendom zo krachtig was, werden de meeste artefacten, boeken en verhalen vernietigd. Als gevolg hiervan zijn veel dingen onbekend bij hedendaagse geleerden.
Het is echter bekend dat het in het oude Armenië traditie was dat koningen de oudste vrouw in hun dynastie ontmoetten, omdat ze vaak werd gezien als de belichaming van Nane. In Armenië en andere landen over de hele wereld wordt de naam Nane nog steeds niet alleen als persoonlijke naam gebruikt, maar ook als bijnaam voor de grootmoeder van het huishouden. Nanna, Nani, Nannan, enz. 